# Ricardo Santos (futbolista portugués)
Ricardo Alexandre Almeida Santos (Almada, 18 de junio de 1995) es un futbolista portugués que juega de defensa en el Swansea City A. F. C. de la EFL Championship de Inglaterra.

## Trayectoria
Pese a que nació en Portugal, Santos realizó toda su carrera en Inglaterra, jugando por clubes del ascenso de ese país.

## Clubes
| Club                       | País       | Año       |
| -------------------------- | ---------- | --------- |
| Dagenham & Redbridge F. C. | Inglaterra | 2012-2013 |
| Billericay Town F. C.      | Inglaterra | 2013      |
| Dover Athletic F. C.       | Inglaterra | 2013      |
| Thurrock F. C.             | Inglaterra | 2013-2014 |
| Peterborough United F. C.  | Inglaterra | 2014-2016 |
| Barnet F. C.               | Inglaterra | 2017-2020 |
| Bolton Wanderers F. C.     | Inglaterra | 2020-2025 |
| Swansea City A. F. C.      | Gales      | 2025-     |

## Palmarés

### Títulos nacionales
| Título     | Club                   | País       | Año  |
| ---------- | ---------------------- | ---------- | ---- |
| EFL Trophy | Bolton Wanderers F. C. | Inglaterra | 2023 |